# 1I/ʻOumuamua
1I/ʻOumuamua este primul obiect interstelar observat, care a trecut prin Sistemul Solar. Denumit oficial 1I/2017 U1, a fost descoperit de Robert Weryk folosind telescopul Pan-STARRS la Observatorul Haleakalā din Hawaii, la 19 octombrie 2017, la 40 de zile după ce a trecut de cel mai apropiat punct de Soare. Când a fost observat pentru prima dată, se afla la aproximativ 33 de milioane de km (0,22 u.a.) de Terra (de aproximativ 85 de ori mai departe decât Luna) și se îndepărta deja de Soare.
ʻOumuamua este un obiect mic estimat la 100-1.000 de metri lungime, cu lățimea și grosimea, ambele, estimate între 35 și 167 metri. Are o culoare roșie, similară cu obiectele din exteriorul sistemul solar. În ciuda faptului că s-a apropiat strâns de Soare, ʻOumuamua nu a prezentat semne că ar avea o coamă (ca la comete), dar a prezentat o accelerație non-gravitațională. Cu toate acestea, obiectul ar putea fi o rămășiță a unei comete dezintegrate (sau exocomete), conform unui cercetător de la NASA.
Obiectul are o rată de rotație similară cu rata medie de rotație observată în asteroizii Sistemului Solar, mai multe modele valide permițând ca acesta să fie mai alungit decât toate, cu excepția câtorva alte corpuri naturale. ʻOumuamua se mișcă atât de repede în raport cu Soarele, încât cel mai probabil are o origine extrasolară. Extrapolat și fără alte decelerații, ʻOumuamua nu poate fi capturat într-o orbită solară, așa că în cele din urmă va părăsi Sistemul Solar și va relua călătoria prin spațiul interstelar. Sistemul de origine al lui ʻOumuamua și timpul petrecut în deplasare printre stele sunt necunoscute.
În iulie 2019, astronomii au concluzionat că ʻOumuamua este cel mai probabil un obiect natural. Un număr mic de astronomi au sugerat că ʻOumuamua ar putea fi un produs al tehnologiei extraterestre, dar dovezile în sprijinul acestei ipoteze sunt slabe. În martie 2021, oamenii de știință au prezentat o teorie bazată pe azot înghețat conform căreia ʻOumuamua poate fi o bucată dintr-o exoplanetă, asemănătoare planetei pitice Pluto, de dincolo de Sistemul Solar.

## Descoperirea
În cursul unei căutări de obiecte din apropierea Pământului, pe imagini realizate la 19 octombrie 2017 de  telescopul PanSTARRS 1 (Panoramic Survey Telescope And Rapid Response System), pe care Robert Weryk, cercetător postdoctoral la Institutul de Astronomie din Hawaii, a remarcat obiectul ca un punct luminos, care se deplasa în fața stelelor. A fost primul care l-a supus atenției Minor Planet Center al Uniunii Astronomice Internaționale.
Weryk a cercetat apoi în arhivele de imagini ale Pan-STARRS și a remarcat că obiectul se afla și în imagini luate în noaptea precedentă (18 octombrie 2017 11:59:51 TU), dar nu fusese inițial identificat de procesorul de tratare a obiectelor în mișcare.

## Denumirea
După descoperirea obiectului, UAI i-a dat denumirea provizorie cometară C/2017 U1 (PANSTARRS), la 25 octombrie. În aceeași zi, în urma observațiilor făcute de Very Large Telescope (VLT), care nu arătau nicio activitate cometară, obiectul a a fost reclasificat, în mod oficial, ca planetă minoră și a primit, în consecință, denumirea revizuită A/2017 U1, conform cu regulile privitoare la denumirile provizorii definite în 1995.
La 6 noiembrie 2017, obiectul a fost, în mod clar, reclasificat ca obiect interstelar și, conform cu noua nomenclatură stabilită cu această ocazie, a primit denumirea permanentă 1I și numele ʻOumuamua. Formele corecte pentru desemnarea acestui obiect sunt de atunci încoace, în consecință,  1I, 1I/2017 U1, 1I/ʻOumuamua și 1I/2017 U1 (ʻOumuamua).
Numele, care a fost ales de echipa programului Pan-STARRS, este de origine hawaiiană și semnifică „cercetaș”, „soldatul trimis pe front pentru reperarea inamicului”. Termenul hawaiian poate semnifica și un „mesager”. Ou semnifică „a vrea să întindă mâna”, iar mua, urmat de al doilea mua, care accentuează, semnifică „în avans de”. Acest nume este un ecou la faptul că este vorba despre prima mărturie a unui trecut sau a unei frontiere îndepărtate necunoscute până acum. Este de notat că primul caracter al numelui nu este un apostrof, ci o  okina, caracter prezent în mai multe limbi îndeosebi polineziene.

## Descriere
Pe 26 octombrie 2017, s-a anunțat că s-au identificat observațiile cercetării făcute de Catalina Sky Survey din 14 și 17 octombrie, crescând arcul de observație la 12 zile (comparativ cu 7 cu o zi înainte).
Acest obiect interstelar este roșu închis, culoare datorată probabil milioanelor de ani de bombardament cu raze cosmice în timpul traversării spațiului interstelar. Este destul de asemănător cu obiectele care provin de la limitele Sistemului nostru Solar;  foarte probabil este constituit din roci metalice și sărac în apă și în gheață.
Lumina pe care o reflectă este multiplicată cu 10 la fiecare 7,3 ore, fapt ce sugerează că are o mișcare circulară și o lungime de zece ori superioară lățimii sale. Forma sa este mult mai alungită decât a tuturor obiectelor stelare cunoscute în jurul planetelor noastre.
O primă estimare  ar da un diametru probabil de 400 de metri, apoi raza sa medie a fost recalculată la în jur de 100 de metri la o lungime de circa 800 de metri.
La descoperire, obiectul călătorea cu 25,5 kilometri pe secundă (9 septembrie 2017), apoi, în momentul în care era cel mai aproape de Soarele nostru (a cărui gravitate i-a modificat traiectoria accelerându-i mișcarea), pe când se afla la nu mai mult de 60 de ori distanța până la Lună, el a accelerat și a atins viteza de 44 de kilometri pe secundă. Și-a continuat apoi călătoria spre constelația Pegas.
SETI a studiat asteroidul cu două radiotelescoape, Green Bank Telescope  și Allen Telescope Array, în cadrul proiectului Breakthrough Listen, pentru studierea ipotezei unui vas interstelar.

## Traiectorie și proveniență

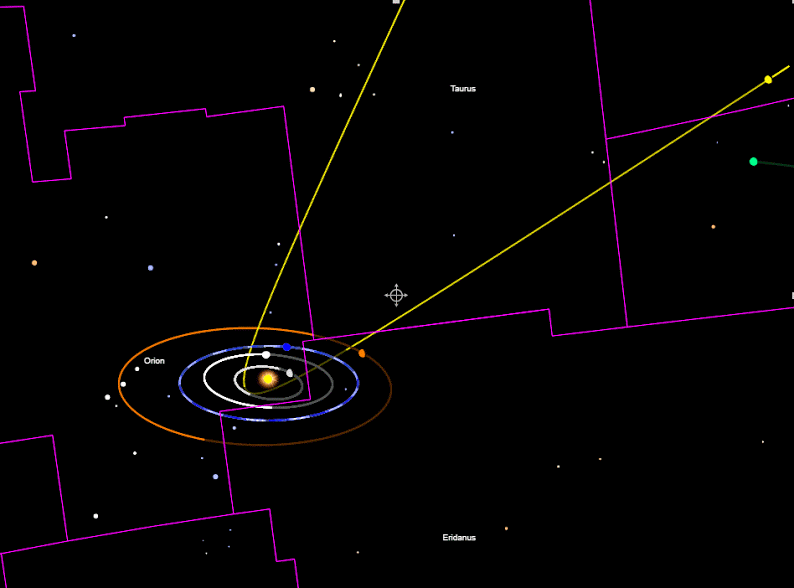
Reprezentarea traiectoriei obiectului 1I/'Oumuamua în Sistemul Solar.

Traiectoria sa este, în mod clar, hiperbolică, cu o excentricitate de circa 1,20, cea mai mare notată vreodată pentru un obiect aflat în Sistemul Solar. În măsura în care observațiile par să indice absența trecerii în apropierea planetelor, care ar fi putut să-i crească excentricitatea, ar putea să fie primul obiect interstelar identificat în mod sigur.
La 20 noiembrie 2017, a fost confirmat că provine din afara Sistemului nostru Solar: a devenit în acest fel primul asteroid detectat având originea extrasolară confirmată.
Obiectul care deținea precedentul record de excentricitate, cometa C/1980 E1, cu excentricitatea de 1,057, trecuse aproape de planeta Jupiter, care o propulsase pe o orbită foarte excentrică, dar legată spre această traiectorie hiperbolică